# Kostel svatého Václava (Skály)
Kostel svatého Václava ve Skálách je filiální kostel z roku 1812 a kulturní památka České republiky. Je dominantou vesnice a nachází se u odbočky ze silnice II/370 do Rešova.

## Historie
První písemná zmínka o vesnici Skály pochází z roku 1389. Kostel byl vystavěn na původním místě dřevěného (většího) kostela v roce 1812. Jako jeden z mála kostelů zůstal katolickým kostelem i v období luteránství na Rýmařovsku.

## Popis
Jednolodní sakrální stavba. Kostel je zděný s odsazeným pravoúhlým závěrem. Ze střechy za průčelním štítem nad vstupem vyrůstá polygonální lucerna.
Na hlavním oltáři  se nachází obraz od J. K. Handkeho z roku 1749. obraz byl přenesen z původního kostela. U hlavního oltáře náhrobní kámen Sidonie Heidenreichové s datací 1572. Podle pověsti zakladatelka původního dřevěného kostela.
Kostel prošel rekonstrukcí v osmdesátých létech 20. století, kdy byly nahrazeny staré lavice lavicemi ze zrušené janovické zámecké kaple. V roce 1985 na dřevěný kůr byly přeneseny varhany z kaple v Křivé.